# 塔拉西夫卡 (伊瓦尼夫卡區)
47°1′28″N 30°34′0″E / 47.02444°N 30.56667°E
塔拉西夫卡（烏克蘭語：Тарасівка）是位於烏克蘭西南部的村莊，由敖德萨州贝雷济夫卡区的科諾普利亞內市鎮負責管轄。該村始建於1936年，面積0.26平方公里，海拔高度88米，2001年人口68，人口密度每平方公里261.54人。